# Dicranota mexicana
Dicranota (Rhaphidolabis) mexicana là một loài ruồi trong họ Pediciidae. Chúng phân bố ở vùng Tân nhiệt đới.